# Fernanda Maia
Fernanda Maia Carelli, mais conhecida simplesmente por Fernanda Maia (Rio de Janeiro, 10 de agosto de 1988), é uma jornalista e apresentadora de TV. Atualmente, é a locutora oficial do Estádio Nilton Santos e está no comando do SBT Sports Rio.

## Biografia
Fernanda ficou conhecida em 2012, quando, como gandula, ajudou o Botafogo de Futebol e Regatas a fazer um gol contra o Club de Regatas Vasco da Gama na final da Taça Rio de 2012. Ela repôs a bola rapidamente para a batida de um lateral, e isso fez com que o ataque do alvinegro pegasse a defesa do Vasco desprevenida.
A atuação dela na final fez com que ela fosse convidada para vários programas de televisão, como o esportivo Globo Esporte e o Altas Horas, da Rede Globo. A desenvoltura da jovem em frente às câmeras fez com o que o Botafogo a convidasse para participar ativamente do marketing do clube.
Em 2013, Fernanda foi convidada para apresentar um programa na Lance!TV. A desenvoltura dela em frente às câmeras chamou atenção do radialista José Carlos Araújo, que estava estreando um novo programa na Band e queria a jovem ao seu lado.
Em 2014, ainda no Grupo Bandeirantes, passou a comentar jogos transmitidos pelas rádios Bradesco Esportes e BandNews FM. O grupo manteve-se até 2016, quando, após decisão da direção da emissora, o contrato com José Carlos Araújo foi rescindido, o que levou a demissão também da ex-gandula da TV e rádios do grupo.
Em 2015, José Carlos Araújo é contratado pelo SBT para comandar um quadro dentro do telejornal apresentado por Isabele Benito que, futuramente, se tornaria um programa solo. Fernanda assumiu o posto definitivo de comentarista do programa ao lado de Gérson Canhotinha de Ouro e Gilson Ricardo, e passou a ser apresentadora reserva do programa nas ausências de Garotinho. Também em 2016 assumiu o "De Primeira", na Mix FM Rio de Janeiro.
Em 2019, com a saída de José Carlos do comando da atração, Fernanda se tornou a apresentadora titular do esportivo.Também em 2019, Fernanda passou a ser a voz oficial do Estádio Olímpico Nilton Santos.

## Vida pessoal
Fernanda Maia é casada com o personal trainer Junior Carelli, vascaíno, e tem duas filhas: Roberta Maia (nascida em outubro de 2018) e Rafaela (nascida em maio de 2021), que ela faz questão de dizer que são botafoguenses. A ex-gandula agora trabalha como comentarista e apresentadora esportiva, além de ser a locutora oficial do Estádio Nilton Santos.